# David Adiele
David Adiele (ur. 5 lutego 1955 w Kumbie) – nigeryjski piłkarz grający na pozycji obrońcy. W swojej karierze grał w reprezentacji Nigerii.

## Kariera klubowa
W swojej karierze piłkarskiej Adiele grał w klubie Bendel Insurance FC.

## Kariera reprezentacyjna
W 1980 roku Adiele został powołany do reprezentacji Nigerii na Igrzyska Olimpijskie w Moskwie, a także na Puchar Narodów Afryki 1980. W tym pucharze wystąpił w pięciu meczach: grupowych z Tanzanią (3:1), z Wybrzeżem Kości Słoniowej (0:0) i z Egiptem (1:0), półfinałowym z Marokiem (1:0) i finałowym z Algierią (3:0). Z Nigerią wywalczył mistrzostwo Afryki.